# رنگونیا
رنگونیا (به لاتین: Rangunia) یک منطقهٔ مسکونی در بنگلادش است که در ناحیه چیتاگونگ واقع شده‌است. رنگونیا ۳۴۷٫۷۲ کیلومتر مربع مساحت و ۳٬۴۰٬۰۰۰ نفر جمعیت دارد.